# Arius arius
Arius arius es una especie de pez de la familia Ariidae en el orden Siluriformes.

## Morfología
Los machos pueden llegar alcanzar 40 cm de longitud total.

## Distribución geográfica
Se encuentra desde la India hasta Singapur el Mar de la China Meridional, incluyendo el Pakistán, Bangladés y Birmania .